# Lista rezervațiilor naturale din județul Neamț

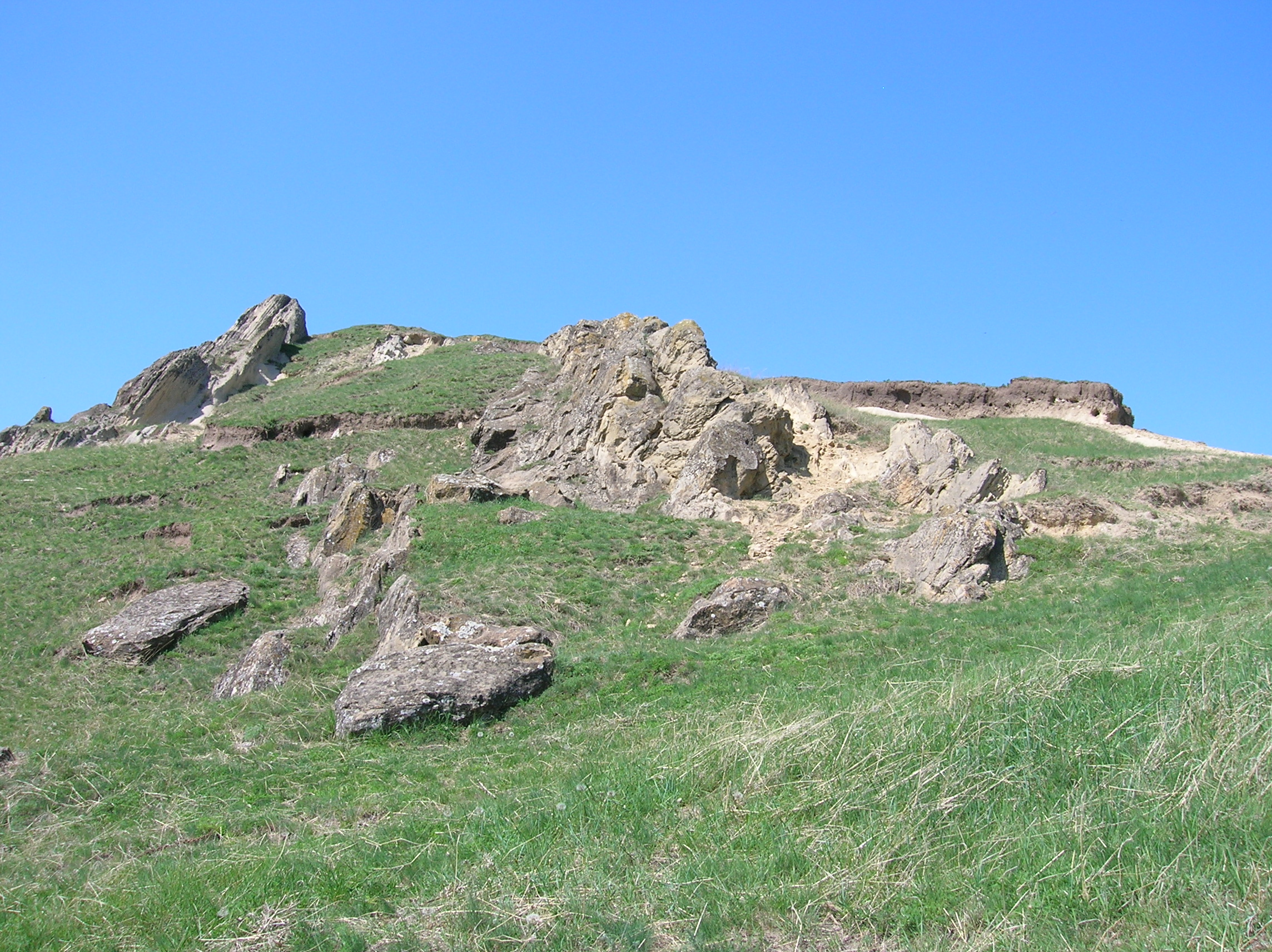
Rezervaţia naturală Stânca Șerbești

Lista rezervațiilor naturale din județul Neamț cuprinde ariile protejate de interes național (rezervații naturale), aflate pe teritoriul administrativ al județului Neamț, declarate prin Legea Nr.5 din 6 martie 2000 (privind aprobarea Planului de amenajare a teritoriului național - Secțiunea a III-a - arii protejate) și Hotărârea de Guvern Nr.2151 din 30 noiembrie 2004 (privind instituirea regimului de arie naturală protejată pentru noi zone).

## Lista ariilor protejate
Rezervații naturale declarate arii protejate prin Hotărârea de Guvern Nr.2151 din 30 noiembrie 2004
| Denumirea ariei protejate               | Cod       | Localizare        | Categorie IUCN | Tip                     | Suprafață (ha) | Observații (foto)                              |
| --------------------------------------- | --------- | ----------------- | -------------- | ----------------------- | -------------- | ---------------------------------------------- |
| Cascada Duruitoarea                     | RONPA0659 | Ceahlău           | III            | peisagistic             | 1              | Cascada Duruitoarea                            |
| Codrii de Aramă                         | RONPA0673 | Agapia            | IV             | forestier               | 7              | Dealul Filiorul şi Codrii de Aramă             |
| Codrii de Argint                        | RONPA0674 | Agapia            | IV             | forestier               | 2              |                                                |
| Codrul secular Runc                     | RONPA0144 | Bahna             | IV             | forestier               | 57,60          |                                                |
| Cheile Bicazului                        | RONPA0660 | Bicaz-Chei        | III            | mixt                    | 11.600         | Cheile Bicazului                               |
| Cheile Șugăului                         | RONPA0669 | Bicaz-Chei        | IV             | mixt                    | 90             | Intrarea în Cheile Şugăului privită din amonte |
| Dealul Vulpii-Botoaia (Ochiul de Stepă) | RONPA0666 | Piatra Neamț      | IV             | floristic               | 2              |                                                |
| Lacul Cuejdel                           | RONPA0891 | Gârcina           | IV             | acvatic                 |                |                                                |
| Lacul Izvorul Muntelui                  | RONPA0678 | Bicaz             | IV             | acvatic                 | 150            | Lacul Izvorul Muntelui                         |
| Lacul Pângărați                         | VI.20     | Pângărați         | IV             | avifaunistic            | 153            |                                                |
| Lacul Vaduri                            | VI.21     | Alexandru cel Bun | IV             | avifaunistic            |                |                                                |
| Locul fosilifer Agârcia                 | RONPA0672 | Piatra Neamț      | IV             | paleontologic           | 1              |                                                |
| Locul fosilifer Cernegura               | RONPA0670 | Piatra Neamț      | IV             | paleontologic           | 198,20         |                                                |
| Locul fosilifer Cozla                   | RONPA0668 | Piatra Neamț      | IV             | paleontologic           | 10             |                                                |
| Locul fosilifer Pietricica              | RONPA0671 | Piatra Neamț      | IV             | paleontologic           | 39,50          |                                                |
| Pârâul Borcuța                          | RONPA0677 | Borca             | IV             | acvatic                 | 1,20           |                                                |
| Pădurea Dobreni                         | RONPA0662 | Dobreni           | IV             | forestier               | 37             | Pădurea de Argint Dobreni                      |
| Pădurea Goșman                          | RONPA0667 | Tarcău            | IV             | forestier               | 175            |                                                |
| Pădurea Pângărați                       | RONPA0676 | Pângărați         | IV             | forestier               | 2              |                                                |
| Pădurea Secu                            | RONPA0893 | Secu              | IV             | forestier               | 776,70         |                                                |
| Polița cu Crini                         | RONPA0658 | Ceahlău           | IV             | forestier               | 370            |                                                |
| Piatra Teiului                          | RONPA0663 | Poiana Teiului    | III            | geologic                | 0,20           | Piatra Teiului                                 |
| Peștera Munticelu                       | RONPA0665 | Bicazu Ardelean   | III            | speologic               | 0,10           |                                                |
| Peștera Toșorog                         | RONPA0664 | Bicazu Ardelean   | III            | speologic               | 1              |                                                |
| Rezervația faunistică Borca             | RONPA0680 | Borca             | IV             | faunistic               | 357            | Cocoşul de munte                               |
| Rezervația faunistică Brateș            | RONPA0679 | Tarcău            | IV             | faunistic               | 30,70          |                                                |
| Rezervația de Zimbri - Neamț            | RONPA0675 | Vânători-Neamț    | IV             | faunistic               | 11.500         | Rezervaţia de Zimbri - Neamţ                   |
| Stânca Șerbești                         | RONPA0661 | Ștefan cel Mare   | III            | geologic și peisagistic | 5              | Stânca Şerbeşti                                |